# Митровац (Чеминац)
Митровац је насељено мјесто у Барањи, у општини Чеминац, Република Хрватска.

## Становништво
Насеље је према попису становништва из 2011. године имало 20 становника.
| Националност       | 1991.       | 1981. | 1971. |
| Хрвати             | 54 (48,64%) |       |       |
| Срби               | 20 (18,01%) |       |       |
| Мађари             | 11 (9,90%)  |       |       |
| остали и непознато | 26 (23,42%) |       |       |
| Укупно             | 111         |       |       |